# Asefru
Un asefru (pl. isefra) (mot berbère signifiant « poème ») est une composition poétique de la littérature berbère de Kabylie,, sous la forme d'un court sonnet à structure ternaire, comprenant de trois strophes de trois vers chacune.
Les rimes suivent le schéma AAB AAB AAB, alors que la longueur des trois vers de chaque strophe est 7 + 5 + 7 syllabes.
C'est une mesure relativement nouvelle dans la poésie traditionnelle, née probablement vers le  XVIIIe siècle, et le poète dont le nom est indissociable de ce type de poésie est Si Mohand ou-Mhand (1848-1905). Lasefru ne se prête pas seulement à la récitation mais également au chant, et on trouve de nombreux isefra chantés dans le répertoire de divers chanteurs Kabyles comme Taos Amrouche (par exempla Vaste est la prison), Slimane Azem (Si Muh yenna-d, Mon pays bien-aimé) ou Malika Domrane (Nnehta).
Un exemple d'asefru (Si Mohand) :
Ggulleɣ seg Tizi-wuzzu
armi d Akfadu
ur ḥkimen dg’ akken llan
A neṛṛez wal' a neknu
axiṛ daεwessu
anda ttqewwiden ccifan
Lɣwerba tura deg uqerru
welleh ard a nenfu
wala leεquba ɣer yilfan
« J'ai juré que de Tizi Ouzou / Jusqu'à Akfadou / Nul ne me fera subir sa loi
Nous nous briserons / Mais sans plier / Plutôt être maudit
Quand les chefs sont des maquereaux / L'Exil est inscrit au front / Je préfère quitter le pays Qu'être humilié parmi ces pourceaux »
Marc Bedjai a rendu hommage à Si Mohand dans Isfra des Amaroua / Sonnets kabyles (Paris,   l'Harmattan, 1994), mettant en œuvre la poétique du sonnet asefru.